# كاسبار رينيه غريغوري
كاسبار رينيه غريغوري (بالألمانية: Caspar René Gregory) هو فقيه لغة ألماني وأمريكي، ولد في 6 نوفمبر 1846 في فيلادلفيا في الولايات المتحدة، وتوفي في 9 أبريل 1917 في Neufchâtel-sur-Aisne ‏ في فرنسا.

## وصلات خارجية
- كاسبار رينيه غريغوري على موقع الموسوعة البريطانية (الإنجليزية)